# Ла-Ривьер
Ла-Ривьер (фр. La Rivière) — коммуна во Франции, находится в регионе Рона — Альпы. Департамент коммуны — Изер. Входит в состав кантона Сюд-Грезиводан. Округ коммуны — Гренобль.
Код INSEE коммуны — 38338. Население коммуны на 2012 год составляло 745 человек. Населённый пункт находится на высоте от 178  до 1604  метров над уровнем моря. Муниципалитет расположен на расстоянии около 470 км юго-восточнее Парижа, 80 км юго-восточнее Лиона, 18 км западнее Гренобля. Мэр коммуны — M. Robert Alleyron-Biron, мандат действует на протяжении 2014—2012 годов.
Динамика населения (INSEE):